# Quercus pyrenaica
Vulgarmente conhecido como carvalho-negral ou carvalho-das-beiras ou carvalho-pardo. O termo pardo alude ao facto de no outono a folhagem adquirir uma coloração parda característica. A designação pyrenaica deriva da sua expansão, desde o norte de África (Marrocos, Argélia) aos Pirenéus, passando densamente pela Península Ibérica.

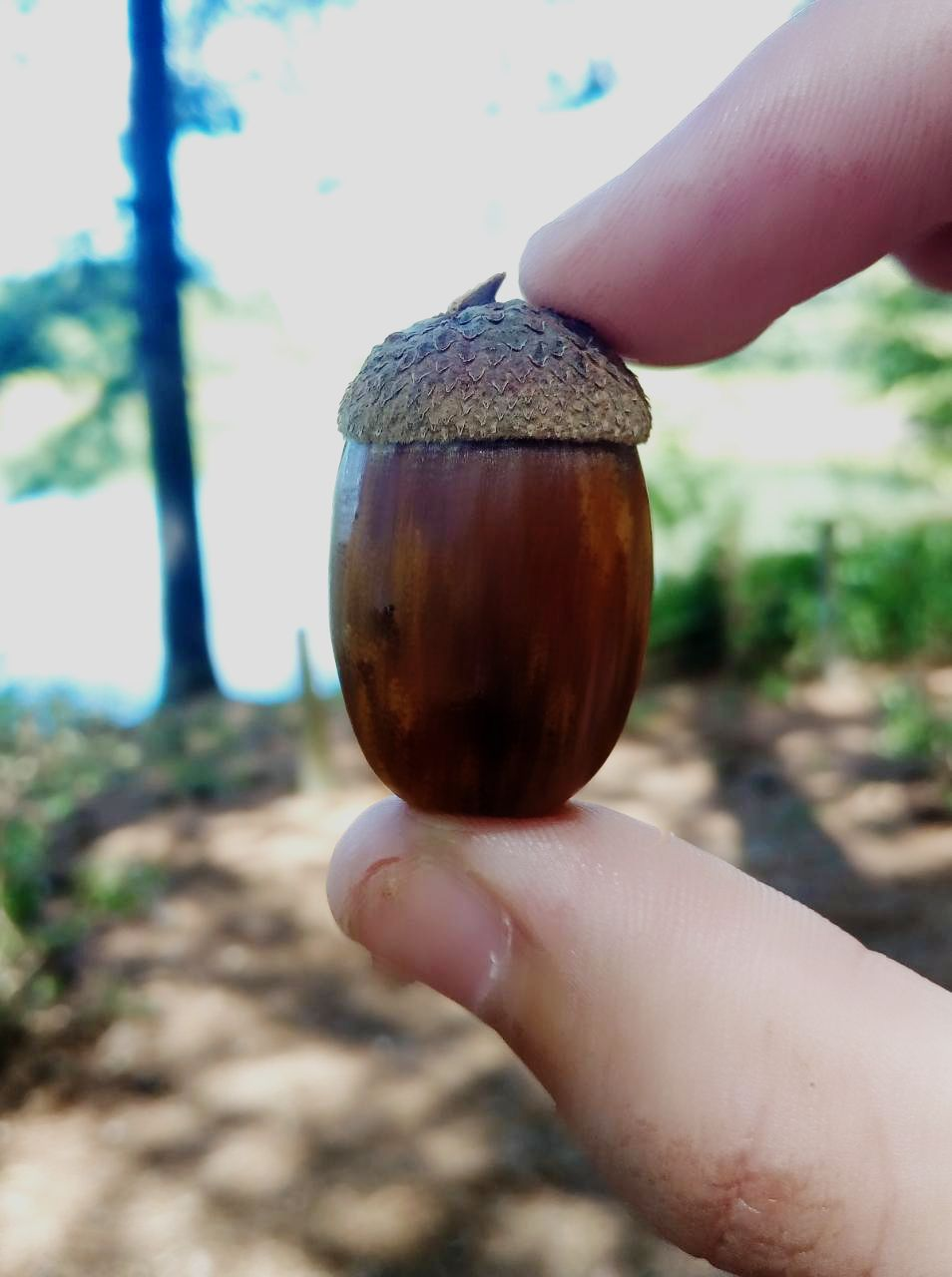
Bolota de um carvalho negral.

## Biologia
O carvalho-negral pode atingir, no estado adulto, em povoamento florestal e em condições favoráveis, 25 a 30 m de altura.  Apresenta copa irregular, ritidoma cinzento-anegrado; folhas caducas (habitualmente), forma lobada a partida, densamente aveludadas na página inferior. Frutos de Maturação anual.

## Distribuição
Em Portugal continental é espontâneo no norte e no centro.